# Mamacona
La mamacona (plurale mamaconas) era una sacerdotessa inca che solitamente si dedicava al culto del sole e dell'imperatore. Erano chiamate anche le mogli vergini del sole.
Le mamaconas venivano scelte tra le ragazze che erano nate in modo particolare o facevano parte delle aclla, che erano istituzioni e centri di educazione religiosi e laici; in ogni caso si trattava di ragazze di un certo rango. Il matrimonio tra le mamaconas e il dio a cui erano associate si svolgeva in cerimonie solenni. Nelle loro residenze preparavano abiti per il Qhapaq Inca e gli idoli, cucinavano e preparavano da bere per le feste religiose. Il loro compito era anche di insegnare alle nuove arrivate il loro ruolo. A volte, il Qhapaq Inca si intratteneva con loro.
Il popolo inca considerava sante le mamaconas per la loro vicinanza agli dei; per lo stesso motivo, erano delle donne molto potenti. Alcune erano più potenti di altre, in riferimento alla città in cui vivevano e a quale culto erano legate. Ad esempio, nel culto della luna, solitamente una delle sorelle del Qhapaq Inca governava sulle altre mamaconas, occupandosi di tutti i problemi, da quelli economici a quelli religiosi. Il loro ruolo di insegnanti, infine, era fondamentale nell'educazione delle future sacerdotesse e ciò aumentava il loro potere in ambito religioso.